# Adam Ries
Adam Ries, také Riese, Ris, Rise, Ryse či Reyeß (17. ledna 1492 Bad Staffelstein – 30. března 1559 Annaberg) byl německý matematik. Jeho dílo bylo z velké části doceněno až po jeho smrti.

## Život
O jeho dětství, mládí a vzdělání se nedochovaly informace. Není jistý ani jeho rok narození. Vzhledem k údaji na nejznámějším portrétu z roku 1550 se uvádí rok 1492. V předmluvě své knihy Coß sám uvádí, že se narodil v Bad Staffelsteinu, a že jeho otec tam byl mlynářem. Jeho jméno nezaznamenaly žádné registry tehdy existujících univerzit. Je možné, že univerzitní vzdělání nezískal, neboť všechny své práce napsal německy, zatímco na akademické půdě byla tehdy běžná latina. Jeho práce mají velmi praktický charakter a tak mohl být zosobněním dobového matematického vzdělání inženýrského typu, které se rozvíjelo mimo univerzity. Poprvé je zmíněn v úředním záznamu z roku 1517, když se objevil před radou města Staffelstein kvůli sporu o dědictví. V roce 1518 již však v Erfurtu vedl matematickou školu a publikoval zde dvě své matematické knihy. První se jmenovala Rechnung auff der linihen a šlo o představení řádkového počítadla pro děti. Druhá je uváděna pod zkráceným názvem Rechnung auff der linihen und federn... a poučuje o výpočtech mladé podnikatele a řemeslníky. V roce 1522 nebo 1523 se přestěhoval do nově založeného hornického města Annaberg, kde strávil zbytek svého života. Tam v roce 1524 dokončil rukopis své teoretické práce, učebnice algebry nazvané Coß. Tato kniha byla publikována až v roce 1992. Je pozoruhodným spojovacím článkem středověkého a moderního pohledu na algebru. V Annabergu pracoval pro místní doly, pro něž dělal výpočty, později začal pracovat pro regionální finanční správu. V roce 1533 dopsal a roku 1536 vydal knihu Ein Gerechent Büchlein..., jež byla pomocníkem zákazníka při výpočtech cen zboží. Roku 1550 vydal svou poslední matematickou práci, pod názvem Rechenung nach der lenge..., jež je často zvaná Practica. V roce 1525 se oženil, měl nejméně osm dětí, přičemž tři z pěti synů, Adam, Abraham a Jacob, se stali také matematiky.